# Jean-Baptiste Charles Castel
Jean-Baptiste Charles Castel est un homme politique français né le 1er mars 1761 à Dieppe (Seine-Maritime) et mort le 11 mars 1841 dans la même ville.
Négociant à Dieppe, il est officier municipal en 1790, président du tribunal de commerce en 1795, conseiller municipal en 1804 et conseiller d'arrondissement en 1805. Il est député de la Seine-Maritime de 1815 à 1819, siégeant dans la majorité de la Chambre introuvable, puis au centre. Il est nommé conseiller général en 1817 et membre du conseil général du commerce en 1819.

## Sources
- « Jean-Baptiste Charles Castel », dans Adolphe Robert et Gaston Cougny, Dictionnaire des parlementaires français, Edgar Bourloton, 1889-1891 [détail de l’édition]